# 살림 알리
살림 모이주딘 압둘 알리(힌디어: सालिम मुईनुद्दीन अब्दुल अली, 1896년 11월 12일~1987년 6월 20일)는 인도의 조류학자이자 박물학자였다. 때때로 "인도의 버드맨"이라고 불리는 살림 알리는 인도 전역에서 체계적인 조류 조사를 실시한 최초의 인도인이었고 인도에서 조류학을 대중화한 여러 새 책을 썼다. 그는 1947년 이후 봄베이 자연사 학회의 주요 인물이 되었고, 그 단체에 대한 정부의 지원을 얻고, 케올라데오 국립공원을 만들고, 현재 사일런트 밸리 국립공원의 파괴를 막기 위해 개인적인 영향력을 사용했다.
시드니 딜런 리플리와 함께 그는 그의 사후에 완성된 획기적인 10권의 《인도와 파키스탄의 새 안내서》를 썼다. 그는 1958년 파드마 부샨과 1976년 파드마 비부샨을 수상했는데, 이는 각각 인도에서 세 번째와 두 번째로 높은 민간인 영예이다. 여러 종의 새들, 살림알리과일박쥐, 살림알리난쟁이도마뱀붙이, 몇 마리의 새 보호구역과 기관들이 그의 이름을 따서 이름 지어졌다.